# Постоянный комитет по фетвам
Постоянный комитет по научным исследованиям и фетвам (араб. اللجنة الدائمة للبحوث العلمية والإفتاء‎‎) — исламская организация в Саудовской Аравии, основанная королем, выдающая решения по исламскому праву (фикх) и подготавливающая исследовательский материал для Совета Верховных муфтиев, который консультирует короля в религиозных вопросах. Члены комитета избираются оттуда же и состоят из самых старших суннитских шейхов в области фикха в Саудовской Аравии, включая Верховного муфтия в качестве главы. Вынесение фетв в королевстве ограничено членами этого комитета и некоторыми другими шейхами помимо них.

## Учреждение
Комитет был учрежден вместе с Советом Верховных муфтиев указом короля Фейсала ибн Абд аль-Азиза 29 августа 1971 года (8 числа месяца Раджаб 1391 года от хиджры). В части четвёртой данного указа говорится:
«Постоянному комитету была поставлена задача отбирать своих членов из числа членов Совета старших ученых в соответствии с Королевским указом. Его цель — подготовить исследовательские документы, готовые для обсуждения в Совете старших ученых, и выпустить фетвы по отдельным вопросам. Это является ответом общественности, ищущей законоположения в областях „акида“, „ибадат“ и социальных вопросах. Он будет называться: Постоянный комитет по исламским исследованиям и фетвам»
В Постоянный комитет можно обратиться при желании получить фетву в специфических вопросах. С момента своего появления комитет дал ответы на вопросы мусульман не только в Саудовской Аравии, но и в других странах. В частности по вопросам фикха, включая хадисоведение, поклонения и акиды.

## Члены

### Действительные
Начиная с 2014 года в комитет входят:
- Шейх Абд аль-Азиз ибн Абдуллах Аль Шейх (глава)
- Шейх Абдуллах ибн Гудайян; (заместитель)
- Шейх Абдуллах ибн Ку’уд
- Шейх Абдуллах ибн Мунии'
- Шейх Салих Аль-Фаузан ибн Фаузан

### Прежние
- Абдуллах ибн Джибрин
- Абд аль-Азиз ибн Баз
- Мухаммад ибн Ибрахим Аль Аш-Шейх